# Бережное (Винницкая область)
Бережное (укр. Бережне) — село на Украине, находится в Гайсинском районе Винницкой области.
Код КОАТУУ — 0520883806. Население по переписи 2001 года составляет 63 человека. Почтовый индекс — 23753. Телефонный код — 4334.
Занимает площадь 0,102 км².

## Адрес местного совета
23753, Винницкая область, Гайсинский р-н, с.Кущинцы, ул. Ленина, 31